# برادفورد اینترچنج
برادفورد اینترچنج (انگلیسی: Bradford Interchange) یک ایستگاه راه‌آهن مبادله‌ای در برادفورد، انگلستان است.
این ایستگاه که در سال ۱۸۵۰ تأسیس شده جزئی از خط کالدر ولی (مابین شهرهای لیدز، منچستر و بلکپول) است.

## نگارخانه

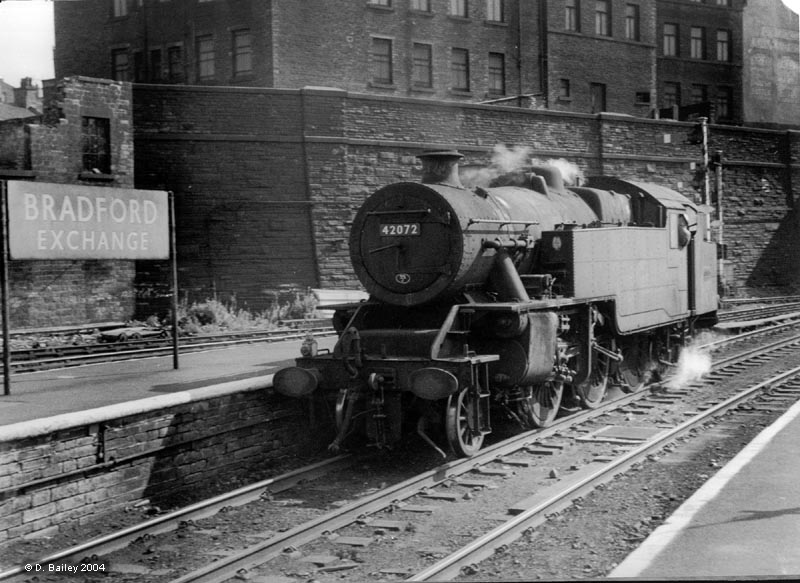
۱۹۶۶
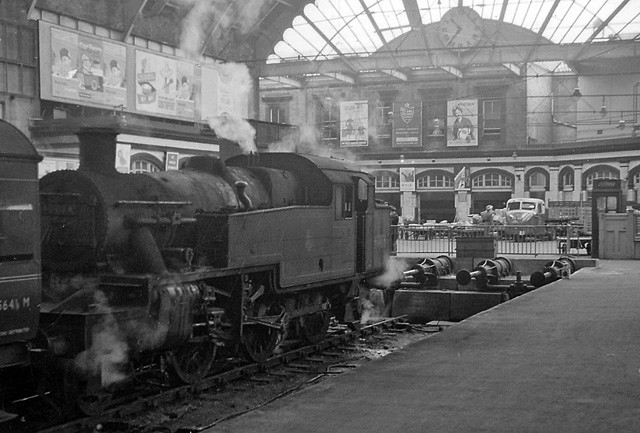
۱۹۶۱
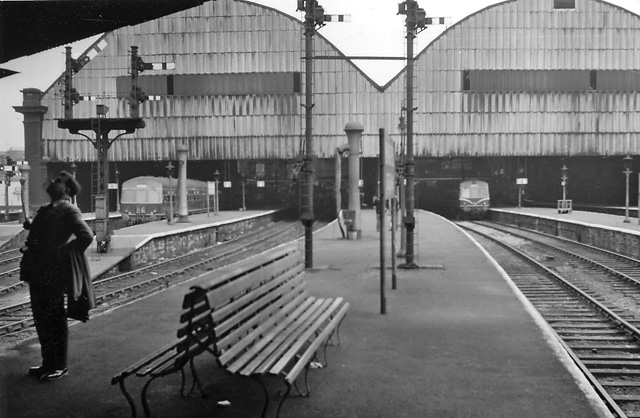
۱۹۶۱
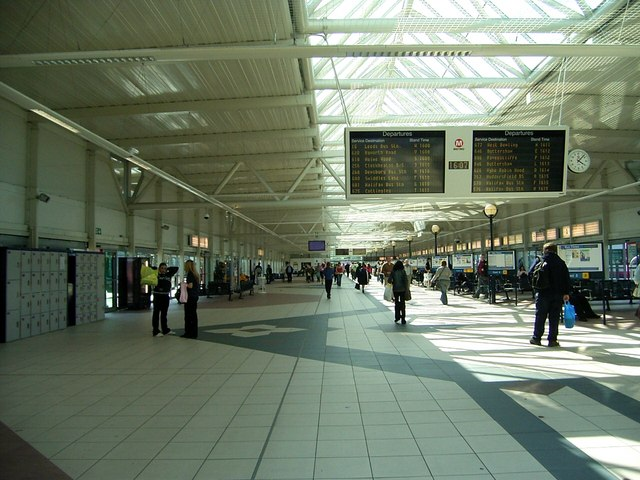